# سکینه الماسی
سکینه الماسی (زادهٔ ۱۳۵۷، روستای علی‌آباد - جم) نماینده اعتدال‌گرا دورهٔ دهم مجلس شورای اسلامی از حوزهٔ انتخابیهٔ کنگان، دیر، جم و عسلویه در جنوب استان بوشهر بود. وی اولین زن نماینده از این حوزه، دومین زن نماینده از استان بوشهر و یکی از جمله ۱۰ زن شهرستانی (۱۸ زن از کل کشور) راه یافته به مجلس دهم بود.
سکینه الماسی نامزد حزب اعتدال و توسعه در این دوره از انتخابات مجلس شورای اسلامی بود. اولین نطق وی با شروع «به نام خداوند رنگین کمان» در مجلس مقداری حاشیه‌ساز شد.

## سوابق کاندیداتوری دوره نهم تا دوازدهم مجلس
سوابق کاندیداتوری دوره نهم تا دوازدهم مجلس شورای اسلامی - سکینه الماسی - در حوزه دیر، کنگان، جم و عسلویه:
- در انتخابات دوره نهم، دوم شد. در آن دوره، رقیب موسی احمدی (نمایندهٔ منتخب دوره نهم) بود و دو نمایندهٔ سابق عسکر جلالیان و اسبق قیصر صالحی را نیز پشت سر گذاشت. در دوره نهم او بعنوان اولین زن حاضر در تاریخ انتخابات جنوب استان بوشهر، پدیده انتخابات معرفی شد.[۵]
- در انتخابات دوره دهم، با رای بیشتر از رقیب خود (موسی احمدی) به مجلس راه یافت.[۶]
- در انتخابات دوره یازدهم، نیز کاندیدا بود که پس از موسی احمدی (منتخب) نفر دوم شد و به مجلس راه نیافت.[۷][۸]
- در انتخابات دوره دوازدهم، نیز کاندیدا بود که صلاحیت وی تأیید نشد.[۹]